# Historischer Garten Tammen in Bunderhee
Der Historische Garten Tammen in Bunderhee ist eine Anlage, die seit 2019 nahtlos in den Park der Häuptlingsburg Ostfrieslands, des Steinhauses Bunderhee, übergeht.

## Geschichte und Gegenwart
Das ostfriedländische Rheiderland brachte im 19. Jahrhundert durch seine fruchtbaren Böden den Bauern hohe Getreidepreise und dadurch einen passablen Wohlstand. Diesen zeigten die „Polderfürsten“ oder „Herrenbauern“ durch stattliche Gulfhöfe, mit stilvoll angelegten parkähnlichen Gärten. Besonders beliebt waren die „Slingertuins“, im Stil englischer Landschaftsgärten.
Die 1,5 Hektar große Gartenanlage Hesse wurde um 1900 von dem niederländischen Gartenarchitekten Jan Vroom (sen.) um das Gulfhaus der Familie Hesse erstellt. Das repräsentative Gutshaus hat als Schauseite einen neogotischen Giebel mit Staffelaufsätzen. Das Wohnhaus erhielt durch einen Erweiterungsumbau um 1880 seine heutige Gestalt, während die Scheune 1899 nach einem Großbrand erneuert wurde. Geschwungene Wege laden zum Lustwandeln ein. Über den künstlich angelegten Teich führt eine weiße Holzbrücke. Weitere Stilmerkmale dieser niederländischen Gartenart sind: halbrunde Beete, (seltene exotische) Solitärbäume, Rasenflächen sowie ein Hügel mit Sitzbank als Aussichtspunkt. Ein Teil des Gartens war seinerzeit für Gemüse- und Obstanbau vorgesehen.
Als die Hoferbin Wilhelmine Hesse (1898–1968) im Jahr 1934 den Landwirt Ihno Ihnen Tammen (1904–1970) heiratete, änderte sich der Hofname zu „Tammen“. Nach zwei Familiengenerationen ging das Ostfriesische Gulfhaus mit zugehörigem Garten 2007 an die Ostfriesische Landschaft. Ab 2019 wurde der zwischenzeitlich verwilderte Park nach dem erhaltenen originalen Plan wiederhergestellt und schließlich am 2. Juli 2020  offiziell eröffnet.

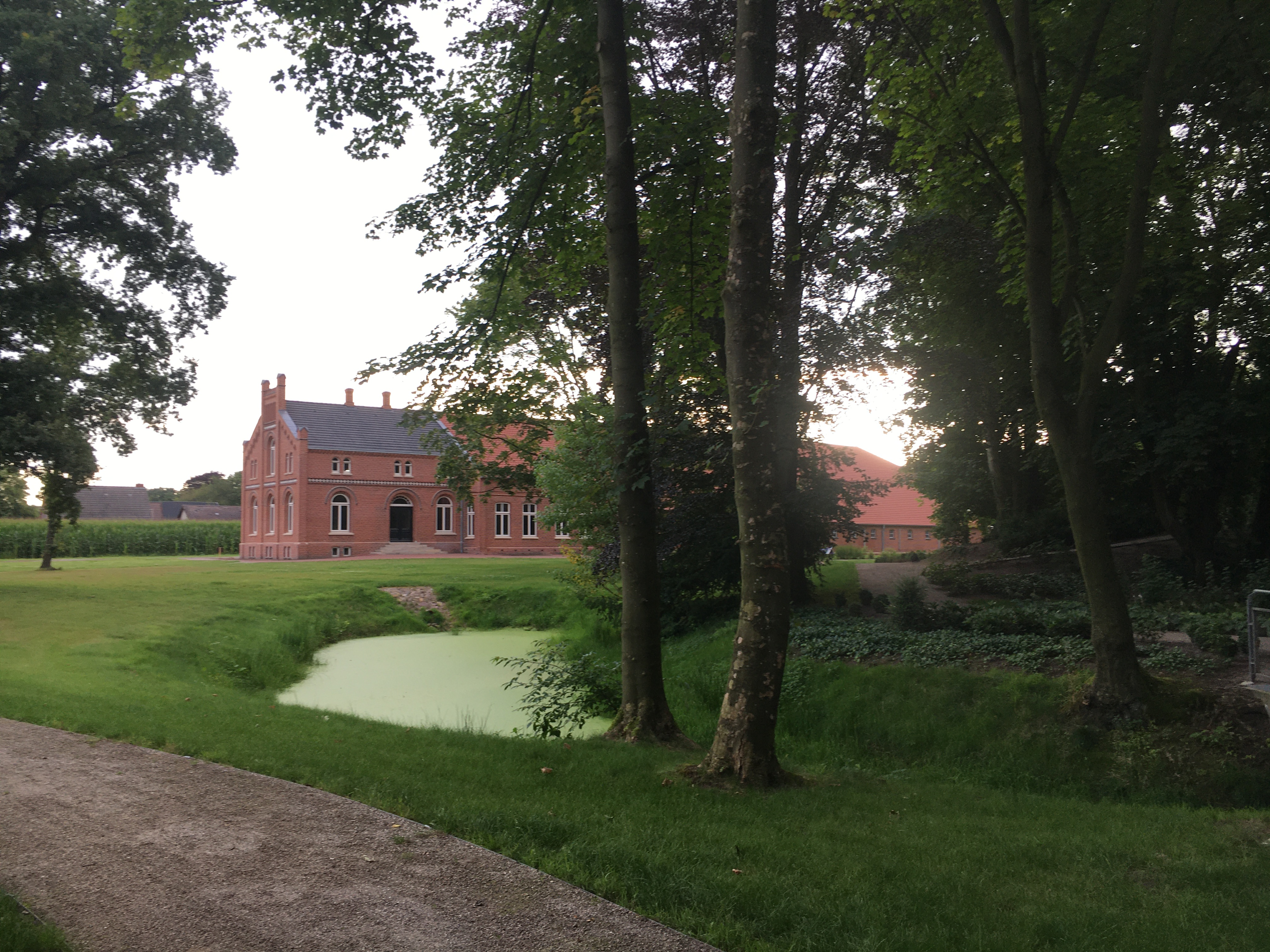
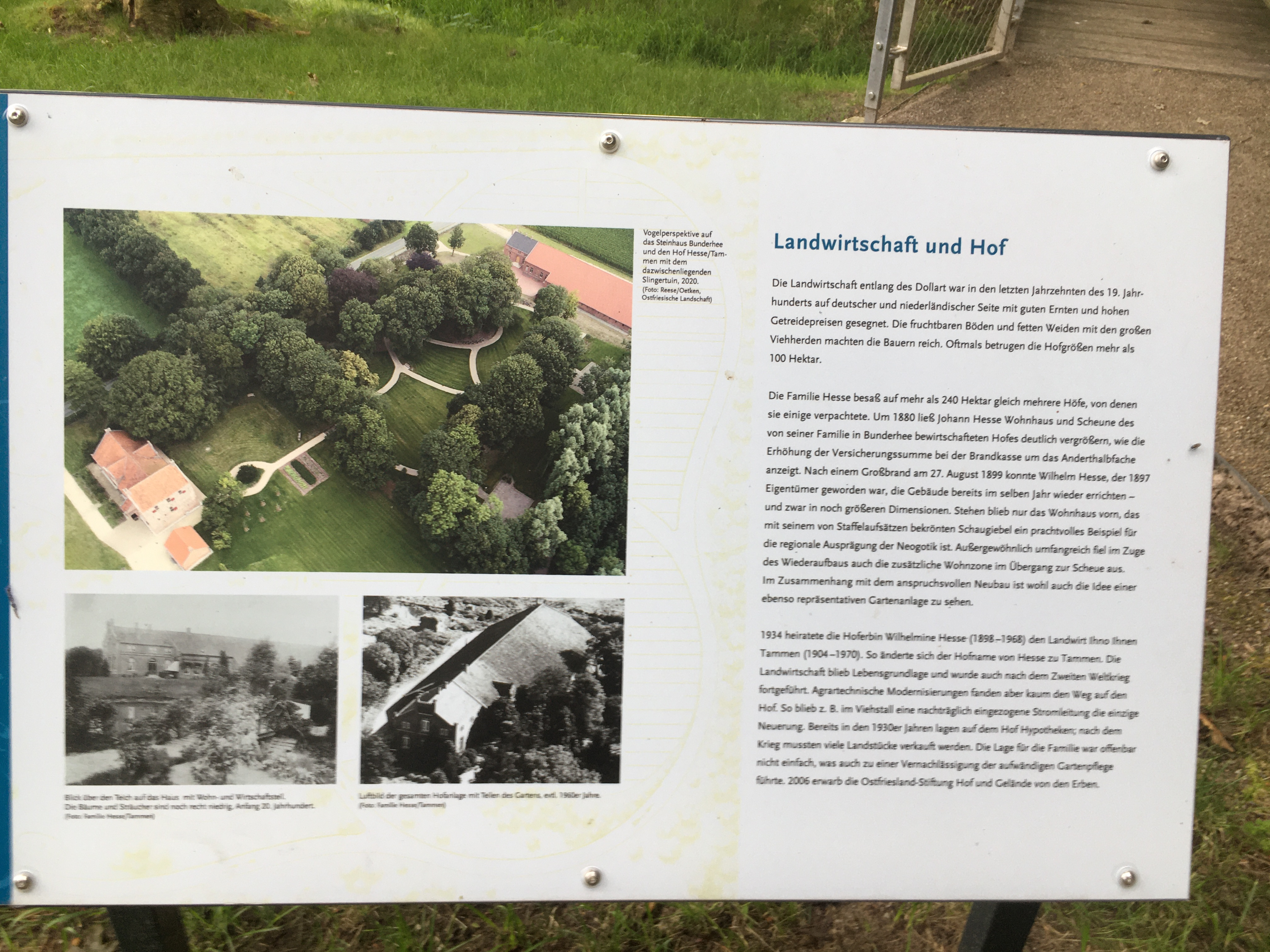
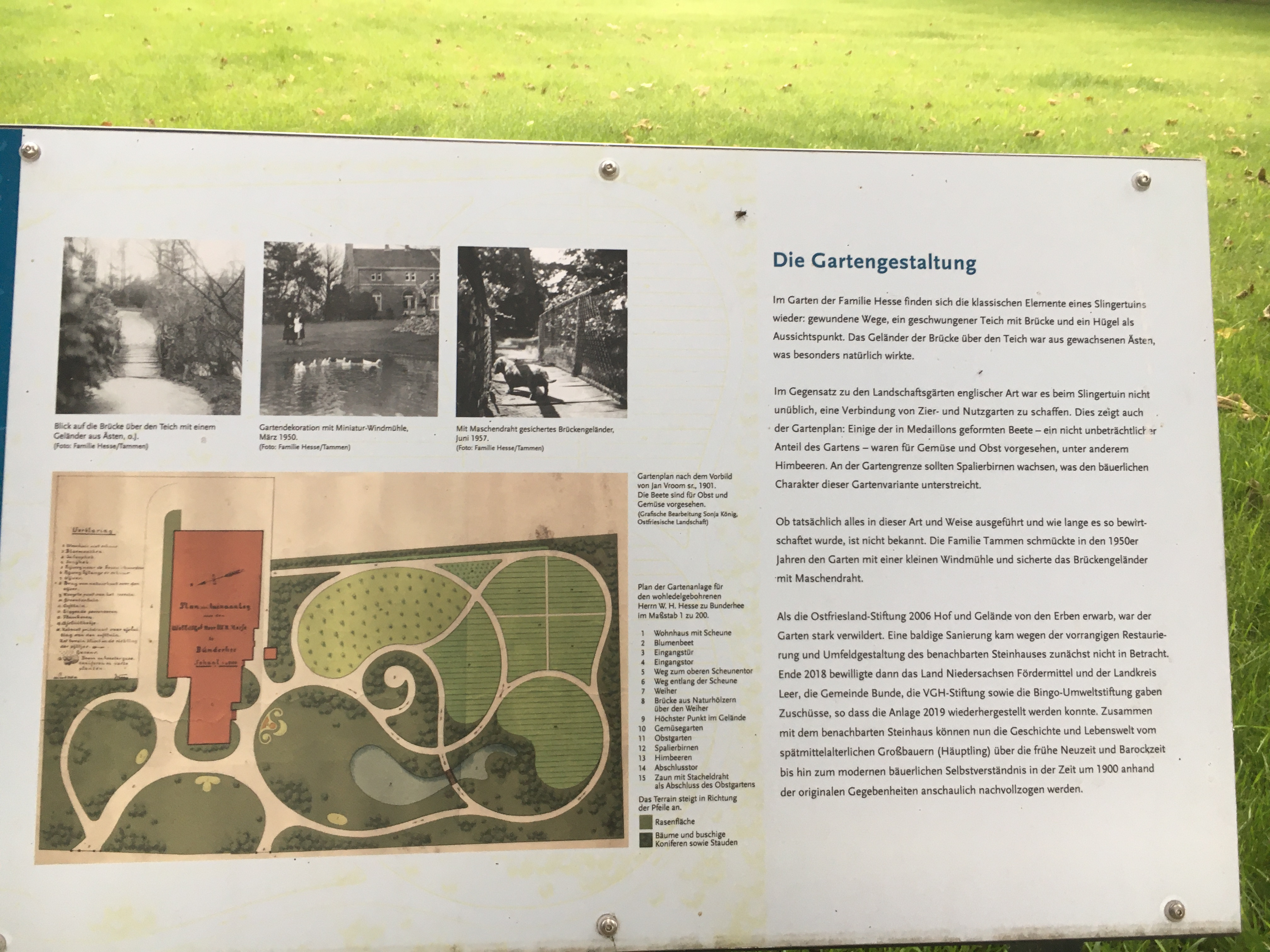
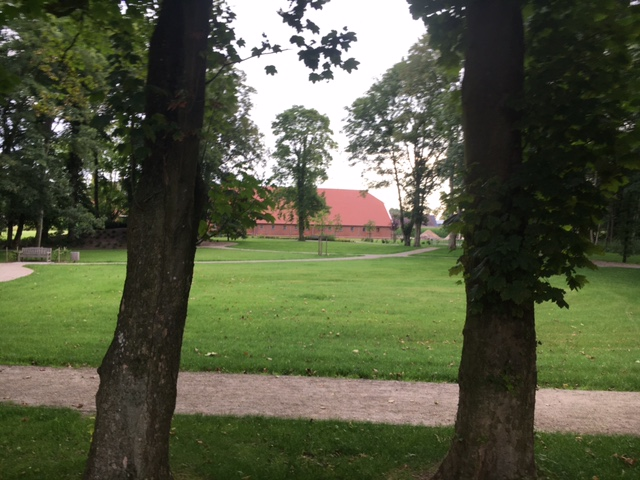